# Sigo invicto
Sigo invicto es el décimo álbum musical del cantante colombiano de música vallenata Silvestre Dangond, junto a su primo acordeonista Lucas Dangond y Álvaro López en 2 canciones. La obra fue editada por Sony Music el 24 de noviembre de 2014.

## Lista de canciones
| N.º | Título                         | Escritor(es)                                     | Duración |  |
| 1.  | «Me Sigues Gustando»           | Silvestre Dangond                                | 4:16     |  |
| 2.  | «El Glu Glu»                   | Luis Egurrola                                    | 4:17     |  |
| 3.  | «El Confite»                   | Carlos Amaris                                    | 3:32     |  |
| 4.  | «Cómo Lo Hizo»                 | Alberto "Tico" Mercado - Pedro "Pedrinchi" Ávila | 4:07     |  |
| 5.  | «Novia Ingrata»                | Julio De La Ossa                                 | 4:03     |  |
| 6.  | «Niégame Tres Veces»           | Aurelio "Yeyo" Núñez                             | 4:39     |  |
| 7.  | «El Leñazo (con Álvaro López)» | Alejandro Durán                                  | 3:54     |  |
| 8.  | «Ay Amor»                      | Silvestre Dangond                                | 3:44     |  |
| 9.  | «El Borracho»                  | Juan Carlos Ovalle                               | 5:02     |  |
| 10. | «Por Un Mensajito»             | Hernán Urbina Joiro                              | 4:47     |  |
| 11. | «La Loca»                      | Rolando Ochoa                                    | 4:11     |  |
| 12. | «El Mismo De Siempre»          | Alberto Rada                                     | 4:25     |  |
| 13. | «El Tiempo (con Álvaro López)» | Sergio Moya Molina                               | 4:49     |  |